# San Giorgio del Porto
San Giorgio del Porto s.p.a. (ufficialmente Officine Meccaniche Navali e Fonderie San Giorgio del Porto, in sigla: SGdP) è un'azienda italiana con sede a Genova.

## Storia
Fondata nel 1928, è attiva nel settore delle costruzioni, riparazioni e demolizioni navali, parte del gruppo di imprese Genova Industrie Navali s.r.l. (GIN).
L'azienda occupa circa 140 persone tra architetti navali, ingegneri meccanici e manovalanza specializzata e, assieme a Chantier Naval de Marseille (CNdM), opera 3 degli 8 bacini di carenaggio della GIN tra cui il bacino n. 10 (465 m x 85 m), il più grande del Mediterraneo, così come oltre 2 km di metri lineari di banchine per accosti operativi.
Nell'aprile 2016, assieme alla Fratelli Neri, ha costituito Piombino Industrie Marittime.